# جفری دوم، دوک بریتانی
جفری دوم، دوک بریتانی (برتون: Jafrez؛ ۲۳ سپتامبر ۱۱۵۸ – ۱۹ اوت ۱۱۸۶ (aged 27)) آریستوکراسی (طبقه) اهل بریتانیا بود.